# Etronia
Genre
Etronia est un genre de coléoptères de la famille des Ptiliidae.

## Liste d'espèces
Selon BioLib (27 février 2021) :
- Etronia convexa Deane, 1931

## Publication originale
- (en) Cedric Deane, « Trichopterygidae of Australia and adjacent islands. Descriptions of five new genera and twenty new species », Proceedings of the Linnean Society of New South Wales, Sydney, Inconnu et Société linnéenne de Nouvelle-Galles du Sud, vol. 56,‎ 24 juin 1931, p. 227-242 (ISSN 0370-047X, OCLC 1755950, lire en ligne).